# Eretmocerus nairobii
Eretmocerus nairobii är en stekelart som beskrevs av Gerling 1970. Eretmocerus nairobii ingår i släktet Eretmocerus och familjen växtlussteklar.
Artens utbredningsområde är:
- Kenya.
- Israel.

Inga underarter finns listade i Catalogue of Life.